# Ralph Keuning

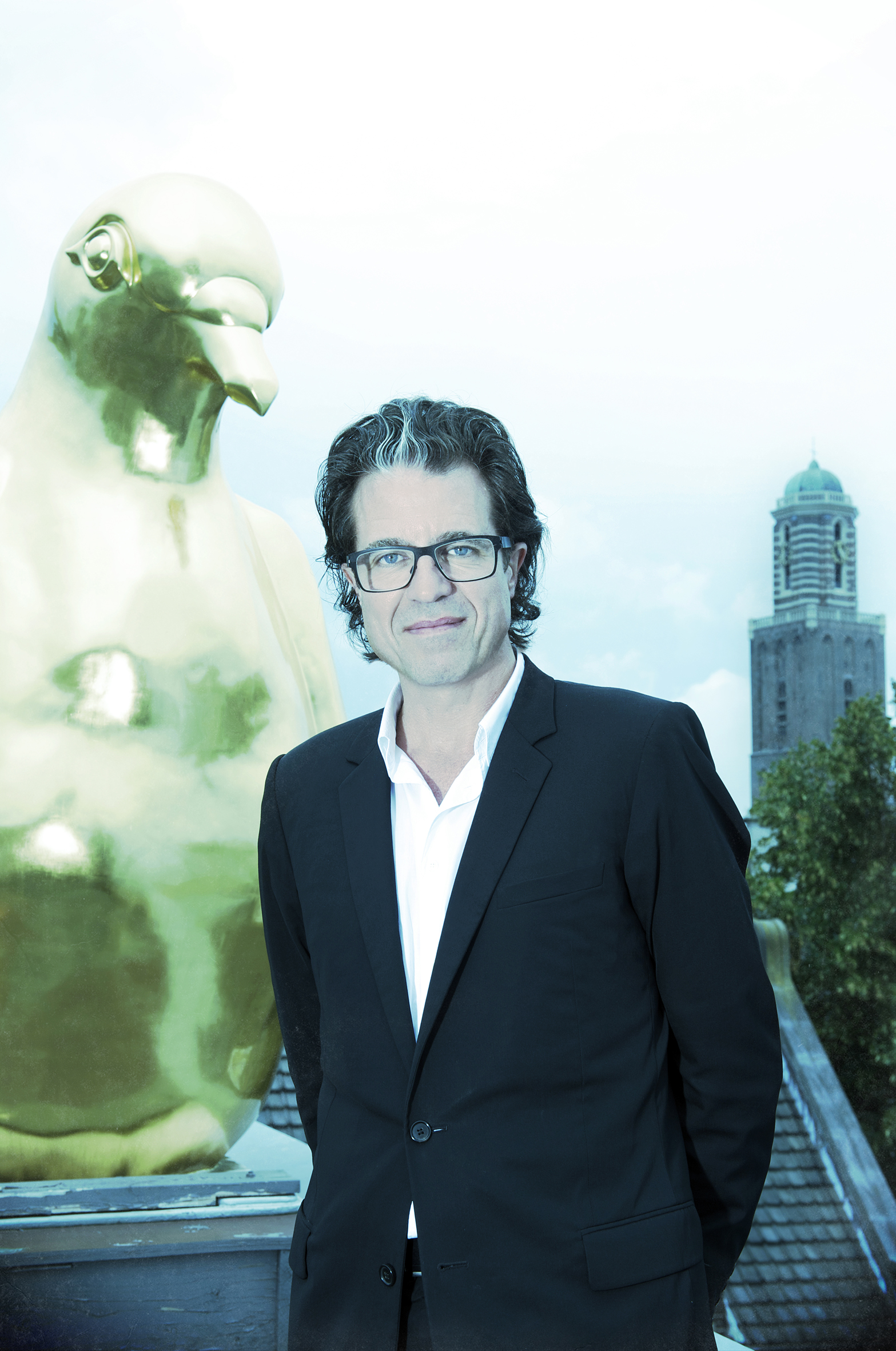
Ralph Keuning

Ralph Keuning (geboren am 20. Dezember 1961 im niederländischen Harderwijk) ist Kunsthistoriker. Er war von 2007 bis 2022 Direktor des Museums de Fundatie in Zwolle.

## Berufliche Laufbahn
Keuning studierte an der Universität Utrecht Kunstgeschichte und schrieb seine Diplomarbeit über den deutschen Dadaisten John Heartfield. Von 1990 bis zum Jahr 1992 war er als Assistent an der Neuen Nationalgalerie und im Kupferstichkabinett Berlin tätig. Danach arbeitete er beim Kröller-Müller Museum. Im Jahr 2004 zog er nach Lelystad und wurde erster Direktor des Museums Nieuw Land Zentrum für Kulturerbe.
Seit 2007 war Keuning Direktor des in Zwolle ansässigen Museums de Fundatie. Zum Museum gehört auch das zwischen Wijhe und Heino gelegene Kasteel het Nijenhuis. Der Ausbau des Museums wurde von Hubert-Jan Henket entworfen und unter Leitung von Keuning realisiert. Am 31. Mai 2013 wurde es feierlich von Prinzessin Beatrix eröffnet. Die Kollektion erweiterte er mit Werken von unter anderen Jan Fabre, Marc Chagall, John Heartfield, Karel Appel und einigen Kunstwerken von Jan Cremer, dessen Werk La Guerre Japonaise erwähnenswert ist. Im Jahr 2010 präsentierte er die durch Forschungsarbeiten des Van Gogh Museums entdeckte Malerei von Vincent van Gogh, die Mühle Le Blute fin. 2014 wurde in Zusammenarbeit mit dem Rijksmuseum Amsterdam ein Stillleben aus der Kollektion der Fundatie dem Künstler Jan Lievens zugeordnet. 2022 endete seine Wirksamkeit als Museumsdirektor.
Keuning gehörte zu den Museumsdirektoren, die in ihren Ausstellungen den Nachdruck auf Konfrontation setzen. Er ist der Meinung, dass Kunst nicht einfach nur Kunst ist, sondern einen bestimmten Standpunkt austragen muss.

## Veröffentlichungen
Keuning hat über verschiedene Künstler, unter anderen John Heartfield, George Grosz, Marte Röling und Jan Cremer, publiziert.